# Annett
Annett ist ein weiblicher Vorname.

## Herkunft und Bedeutung
Annett ist eine Variante zu Annette, was wiederum von Anna abgeleitet ist.

## Varianten
Anet (sorbisch), Anett

## Namensträgerinnen
- Annett Böhm (* 1980), deutsche Judoka
- Annett Finger (* 1981), deutsche Triathletin und Rekordhalterin
- Annett Gamm (* 1977), deutsche Wasserspringerin
- Annett Gröschner (* 1964), deutsche Schriftstellerin und Journalistin
- Annett Hesselbarth (* 1966), deutsche Leichtathletin
- Annett Kaufmann (* 2006), deutsche Tischtennisspielerin
- Annett Klingner (* 1966), deutsch-italienische Kunsthistorikerin und Schriftstellerin
- Annett Kruschke (* 1964), deutsche Schauspielerin und Regisseurin
- Annett Louisan (* 1977), deutsche Sängerin und Musikerin
- Annett Möller (* 1978), deutsche Fernsehmoderatorin
- Annett Müller (* 1968), Liedermacherin, die 2011 aus der rechtsextremen Musikszene ausgestiegen ist
- Annett Neumann (* 1970), deutsche Bahnradrennfahrerin
- Annett Renneberg (* 1978), deutsche Schauspielerin
- Annett Wagner-Michel (* 1955), deutsche Schachmeisterin
- Annett Zinsmeister (* 1967), deutsche Künstlerin, Architektin und Autorin

### Als Familienname
- Jen Annett (* 1985), kanadische Triathletin
- Maxwell Annett (* 1931), australischer Ruderer